# Serles
Il Serles (2 718 m s.l.m.) è una montagna delle Alpi dello Stubai (nelle Alpi Retiche orientali). 

## Descrizione
La montagna si trova in Tirolo (Austria), ed è l'ultimo rilievo montuoso della catena che si estende verso ovest a partire dall'Habicht. È una popolare meta turistica e di arrampicatori. La sua prominenza topografica è di 333 m.

## Toponimo
Secondo una leggenda, tempo fa un contadino maledì un cavaliere, insieme ai suoi figli, a causa della sua crudeltà: il cavaliere sarebbe rimasto pietrificato ed è associato al più grande dei tre elementi che compongono il Serles, mentre gli altri due (minori) sarebbero i figli del cavaliere.

## Storia
Prima del 1579, anno della prima ascensione del monte Serles, esso era già conosciuto, e a volte considerato sacro, da popolazioni come i Celti e i Romei. Il primo scalatore fu Georg Ernstinger, che partì dal comune di Schönberg im Stubaital passando poi per il monastero di Maria Waldrast, che si trova ai piedi del Serles.

## Vie di salita
La via di salita tecnicamente più semplice è quella che ha inizio nel comune di Matrei am Brenner, nella Wipptal, e che passa per il monastero di Maria Waldrast. Una seconda possibilità è quella di partire dalla Valle dello Stubai, da Fulpmes o Kampl (frazione di Neustift im Stubaital).